# Андре Гиганта
Андрé Ренé Русимоф (род. 19 май 1946 г., поч. 28 януари 1993 г.) е бивш професионален френски кечист от български произход, по-познат като Андре Гиганта. Ръстът му е резултат от гигантизъм.
Русимоф е включен в издание на Книгата за рекорди на Гинес от 1974 г. като най-високо платения кечист в историята по това време. Той печели 400 000 долара годишно към началото на 70-те години на XX век.

## Ранен живот
Андре Русимоф е роден в Гренобъл, дете на Борис и Мариан Русимоф, които са двойка от съответно български и полски произход. Баща му е родом от Рибарица, Тетевенско. Като дете Андре проявява симптоми на гигантизъм много отрано, достигайки височина от 191 cm и тегло от 94 kg на 12-годишна възраст. Драматургът и техен съсед Самюъл Бекет купува земя през 1953 г. близо до селце на около 60 km североизточно от Париж. Той построява къща за себе си с помощта на бащата на Андре, Борис Русимоф. Когато Бекет научава, че Русимоф има проблем със закарването на сина си до училище, Бекет предлага да кара Андре до училище с камиона си, тъй като Андре не може да се побере в автобуса. Когато Андре си спомня за пътуванията с Бекет, той разкрива, че те рядко са си говорели за нещо различно от крикет.

## В кеча
- Double underhook suplex
- Elbow drop
- Sitdown splash
- Signature moves
- Bearhug
- Big boot
- Body slam
- Chokehold
- Open-handed chop
- Headbutt
- Knife-edged chop

## Наследство
- На 10 март 2014 г. в епизод на Първична сила, водещият на КечМания 30 обявява, че в чест на историята на Андре е създадена Кралска битка в памет на Андре Гиганта, която ще се проведе на събитието, а победителят получава Трофея в памет на Андре Гиганта (направена да изглежда като Андре).[7] На 6 април 2014, на КечМания 30, Сезаро печели мача след елиминирането на Грамадата, използвайки силово тръшване, приличащо на тръшването на Хълк Хоуган, направено на Андре на КечМания 3.[8] КечМания 31, втората Кралска битка в памет на Андре Гиганта, се провежда в Levi's Stadium, а мачът се определя като годишна традиция на главното събитие на WWE. Грамадата печели мача, последно елиминирайки Деймиън Миздау.[9] В третата годишна кралска битка в памет на Андре Гиганта Барън Корбин последно елиминира Кейн и печели мача.

Интро песни
- „Giant Press“ (New Japan Pro Wrestling)
- „The Eighth Wonder“ на Джим Джонстън (WWE)

## Титли и постижения
- Шампион на Федерацията (1 път)
- Отборен шампион на Федерацията (1 път) – с Хаку
- Залата на Славата (1993)

## Участия в киното
| година | филм               | оригинално заглавие | роля  | режисьор       |
| ------ | ------------------ | ------------------- | ----- | -------------- |
| 1984   | Конан Разрушителят | Conan the Destroyer | Дагот | Ричард Флейшър |
| 1987   | Принцесата булка   | The Princess Bride  | Фезик | Роб Райнър     |

## Смърт
На 27 януари 1993 г. в Париж Русимоф умира в съня си от сърдечна недостатъчност